# 浮遊物質
浮遊物質（ふゆうぶっしつ、suspended solids）とは、水中に浮遊する粒子径2 mm以下の不溶解性物質の総称である。日本では水質指標の1つとされており、重量濃度（mg/L）で表される。懸濁物質（けんだくぶっしつ、suspended substance）とも呼ばれる。通常、SSと略される。

## 概要
浮遊物質（SS）を多く含む水は透視度が下がり、太陽光が遮られることによって藻類の光合成が阻害される。また、汚濁の進んだ水では有機態のSSの比率が高くなり、その有機物の分解に溶存酸素が消費されるため、生態系に大きな影響を与える。
日本では、公共用水域における生活環境の保全に関わる環境基準、特定事業所に関わる排水基準等により基準値が定められている。

## 測定法
浮遊物質の測定としてはガラス繊維ろ紙法と遠心分離法があるものの、通常はガラス繊維ろ紙法が用いられ、遠心分離法は濾過しにくい試料に適用される。ガラス繊維ろ紙法は、試料を孔径1 μmのガラス繊維ろ紙で吸引濾過し、濾過残留物を105 ℃から110 ℃で2時間乾燥させた後、残留物の重量を測定する。